# Mimosa arenosa
Mimosa arenosa är en ärtväxtart som först beskrevs av Carl Ludwig von Willdenow, och fick sitt nu gällande namn av Jean Louis Marie Poiret. Mimosa arenosa ingår i släktet mimosor, och familjen ärtväxter. Inga underarter finns listade i Catalogue of Life.